# تروشینو
تروشینو (انگلیسی: Trushino) یک شهرک در شهرستان زیانچورینسکی استان باشقیرستان کشور روسیه است.